# Deuxième législature du Bas-Canada
Deuxième législature 
 (24 jan. 1797 au 4 juin 1800)
1re 3e
Palais épiscopal de Québec
 Québec, Bas-Canada
La deuxième législature du Bas-Canada siégea de 1796 jusqu'au 4 juin 1800. Toutes les séances eurent lieu à Québec.

## Élections
Les élections ont lieu du 3 juin 1796 au 20 juillet 1796.

## Sessions[2]
- Première (24 janvier 1797 — 2 mai 1797)
- Deuxième (20 février 1798 — 11 mai 1798)
- Troisième (28 mars 1799 — 3 juin 1799)
- Quatrième (5 mars 1800 — 29 mai 1800)

## Représentants de la couronne[2]
- Guy Carleton, baron Dorchester, gouverneur jusqu'au 15 décembre 1796.
- Robert Prescott, administrateur, du 15 décembre 1796 au 30 juillet 1799.
- Robert Shore Milnes, lieutenant-gouverneur chargé de la province durant l'absence de Prescott, du 30 juillet 1799 à la dissolution le 4 juin 1800.

## Présidents de l'Assemblée[2]
- Jean-Antoine Panet (24 janvier 1797 — 4 juin 1800)

## Présidents du Conseil[2]
- William Osgoode (24 janvier 1797 — 4 juin 1800)
- Thomas Dunn[3] (24 janvier 1797 — 4 juin 1800)

## Député
| District              | Député                                    |
| --------------------- | ----------------------------------------- |
| Bedford               | Nathaniel Coffin                          |
| Buckinghamshire       | John Craigie                              |
| Buckinghamshire       | George Waters Allsopp                     |
| Cornwallis            | Paschal Sirois-Duplessis                  |
|                       | Pascal Taché (1798)                       |
| Cornwallis            | Alexandre Menut                           |
| Devon                 | Nicolas Dorion                            |
| Devon                 | François Bernier                          |
| Dorchester            | Charles Bégin                             |
| Dorchester            | Alexandre Dumas                           |
| Effingham             | Jacob Jordan                              |
| Effingham             | Charles-Jean-Baptiste Bouc                |
| Gaspé                 | Edward O'Hara                             |
| Hampshire             | François Huot                             |
| Hampshire             | Joseph-Bernard Planté                     |
| Hertford              | Louis-François Dunière                    |
| Hertford              | Félix Têtu                                |
| Huntingdon            | Joseph-François Perrault                  |
| Huntingdon            | Joseph Périnault                          |
| Kent                  | Jacques Viger (père)                      |
|                       | Michel-Amable Berthelot d'Artigny         |
| Kent                  | Antoine Ménard, dit Lafontaine            |
| Leinster              | Joseph Viger                              |
| Leinster              | Bonaventure Panet                         |
| Comté de Montréal     | Jean-Marie Ducharme                       |
| Comté de Montréal     | Étienne Guy                               |
| Montréal-Est          | Joseph Papineau                           |
| Montréal-Est          | Denis Viger                               |
| Montréal-Ouest        | Alexander Auldjo                          |
| Montréal-Ouest        | Louis-Charles Foucher                     |
| Northumberland        | Pierre-Stanislas Bédard                   |
| Northumberland        | James Fisher                              |
| Orléans               | Jérôme Martineau                          |
| Comté de Québec       | John Black                                |
| Comté de Québec       | Louis Paquet                              |
| Basse-ville de Québec | Augustin-Jérôme Raby                      |
| Basse-ville de Québec | John Young                                |
| Haute-ville de Québec | Jean-Antoine Panet                        |
| Haute-ville de Québec | William Grant                             |
| Richelieu             | Charles Hus, dit Millet                   |
| Richelieu             | Benjamin-Hyacinthe-Martin Cherrier        |
| Saint-Maurice         | Thomas Coffin                             |
| Saint-Maurice         | Nicholas Montour                          |
| Surrey                | Olivier Durocher                          |
| Surrey                | Philippe-François de Rastel de Rocheblave |
| Trois-Rivières        | John Lees                                 |
| Trois-Rivières        | Pierre-Amable de Bonne                    |
| Warwick               | Charles-Gaspard Tarieu de Lanaudière      |
| Warwick               | James Cuthbert                            |
| William-Henry         | Jonathan Sewell                           |
| York                  | Joseph-Hubert Lacroix                     |
| York                  | Joseph Éthier                             |